# Амран (мухафаза)
Амран (араб.  عمران‎) — одна из 21 мухафазы Йемена.

## География
Расположена на северо-западе страны. Граничит с мухафазами: Саада (на севере), Эль-Джауф (на востоке), Сана (на юго-востоке), Махвит (на юге) и Хадджа (на западе). Площадь составляет 9587 км². Административный центр — город Амран.

## Население
По данным на 2013 год численность населения составляет 978 437 человек.
Динамика численности населения мухафазы по годам:
| 1994    | 2004    | 2013    |
| ------- | ------- | ------- |
| 731 873 | 872 789 | 978 437 |

## Мудирии (районы или управления)
1. Аль Ашаш
2. Аль Мадан
3. Аль Кафла
4. Амран
5. Ассуд
6. Эс-Суда
7. Бани Сураим
8. Зулайма Хабур
9. Харф Суфьян
10. Хус
11. Иял Сурай
12. Джабаль Иял Язид
13. Хамир
14. Хариф
15. Масвар
16. Райда
17. Шехара
18. Сувайр
19. Суля

## Города
- Амран
- Суля
- Эль-Харф
- Эс-Суда